# Corbyn Morris

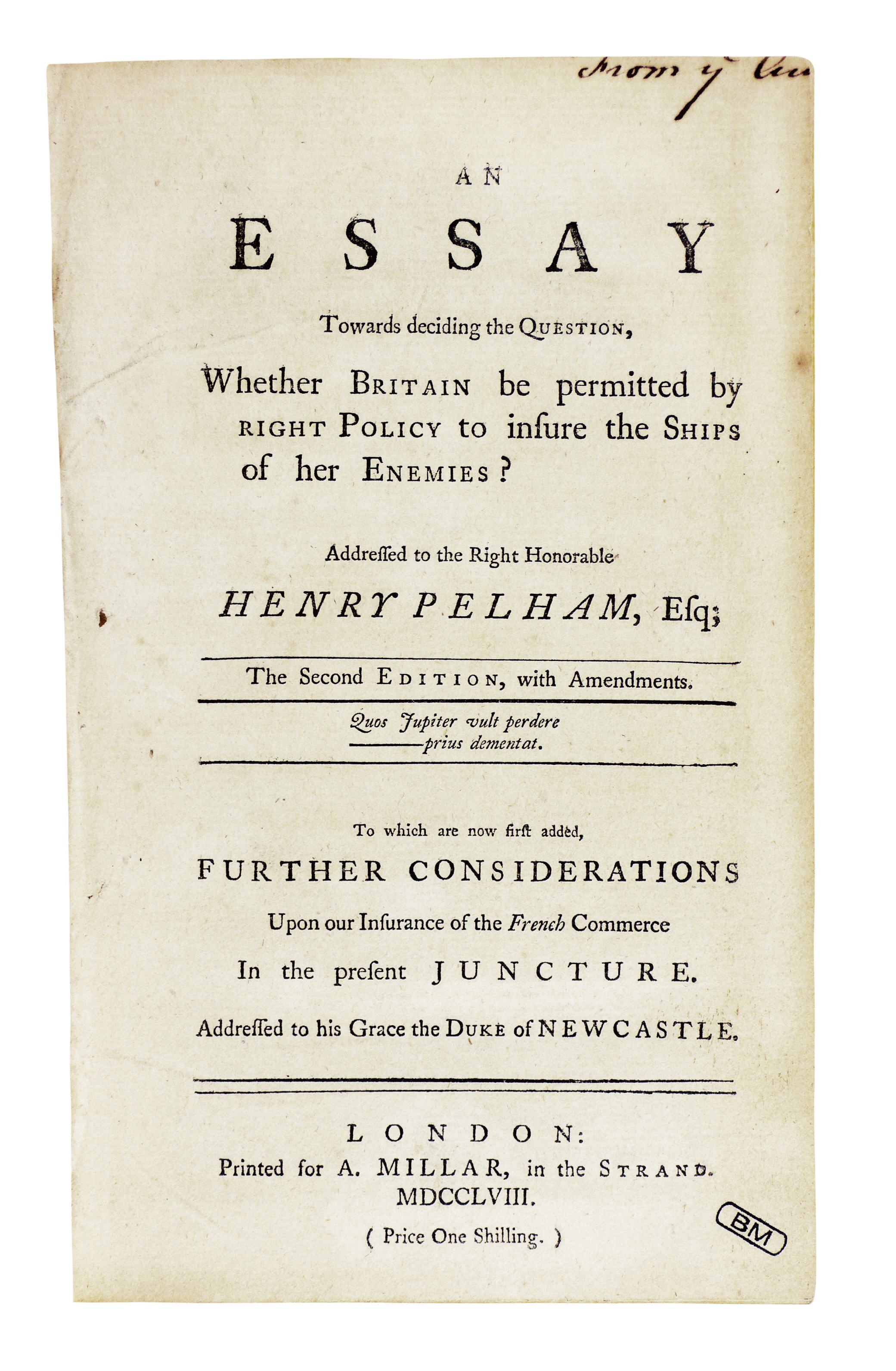
An essay towards deciding the question, 1758
(Fondazione Mansutti, Milano).

Corbyn Morris (1710 – 1779) è stato un matematico britannico.

## Biografia
Pur avendo scarse notizie, è noto che fu amministratore in Scozia delle dogane e del monopolio del sale. I suoi opuscoli erano favorevoli alla democrazia e sostenevano il principio che il reddito nazionale fosse maggiore in relazione alla moneta in circolazione. Nel 1747 pubblicò a Londra il volume An essay towards illustrating the science of insurance, poi ristampato nel 1758. Fu anche promotore di una legge per censire la popolazione della Gran Bretagna, introducendo l'obbligo di registrare nascite e decessi nel paese. Nel 1751 scrisse invece il saggio Observations on the past growth and present state of the city of London, sui dati statistici degli abitanti di Londra, poi ristampata con A collection of yearly bills of mortality curata dallo storico inglese Thomas Birch.